# Chad Moeller
Pour les articles homonymes, voir Moeller.
Chad Edward Moeller (né le 18 février 1975 à Upland, Californie, États-Unis) est un ancien joueur de baseball ayant évolué dans les Ligues majeures au poste de receveur.

## Carrière universitaire
Moeller a assisté à l'université du Sud de la Californie. Il a été drafté au septième tour, 187e au total de 1996 par les Twins du Minnesota.

## Carrière professionnelle
Chad Moeller a joué avec les Twins du Minnesota en 2000, les Diamondbacks de l'Arizona de 2001 à 2003, les Brewers de Milwaukee de 2004 à 2006, les Reds de Cincinnati en 2007, les Dodgers de Los Angeles en 2007 et les Yankees de New York en 2008, les Orioles de Baltimore en 2009, puis les Yankees de nouveau en 2010.
Il est invité à l'entraînement de printemps des Rockies du Colorado en 2011 mais est retranché de l'équipe le 11 mars.